# Sojuz MS-22
Sojuz MS-22 – misja statku Sojuz do Międzynarodowej Stacji Kosmicznej, z trzyosobową załogą wystrzelony z kosmodromu Bajkonur w dniu 21 września 2022 r. która dostarczyła połowę jej stałej załogi.
15 grudnia 2022 r. w trakcie przygotowań do przeprowadzenia rosyjskiego spaceru kosmicznego doszło do uszkodzenia załogowego statku Sojuz MS-22 zadokowanego do Międzynarodowej Stacji Kosmicznej. W wyniku uszkodzenia wystąpił wyciek chłodziwa z systemu kontroli termicznej statku. Chłodziwo uchodziło w przestrzeń kosmiczną przez około 3 godzin - prawdopodobnie aż do opróżnienia całej pętli kontroli termicznej.
Kapsuła wróciła na Ziemię w trybie bezzałogowym 28 marca 2023 r., z ładunkiem 218 kilogramów zawierających wyniki eksperymentów naukowych oraz ze sprzętem ze stacji.

## Załoga

### Podstawowa
- Siergiej Prokopjew (2. lot) – dowódca statku kosmicznego (Rosja, Roskosmos)
- Dmitrij Pietielin (1. lot) – inżynier pokładowy (Rosja, Roskosmos)
- Francisco Rubio (1. lot) – inżynier pokładowy (USA, NASA)